# Namyang-dong, Samcheok
Namyang-dong (koreanska: 남양동) är en stadsdel i staden Samcheok i  provinsen Gangwon i den nordöstra delen av Sydkorea,  190 km öster om huvudstaden Seoul.